# كو إيتاكورا
كو إيتاكورا (باليابانية: 板倉 滉)، من مواليد 27 يناير 1997م، وهو لاعب كرة قدم ياباني، يلعب حاليا لنادي كاواساكي فرونتال اليابانية، شارك مع زملائه في التشكيلة الثابتة لبطولة كأس العالم تحت 20 سنة والتي أستضافته كوريا الجنوبية سنة 2017م.